# Henry Peach Robinson
Henry Peach Robinson (Ludlow, 1830. július 9. – Royal Tunbridge Wells, 1901. február 21.) angol fotográfus, a piktorialista fotográfia jelentős képviselője. A haldokló búcsúja (1856) című alkotása a 19. század egyik híres fotográfiája.

## Élete
Henry Peach Robinson 1830-ban született az angliai Ludlow-ban, John Robinson, iskolaigazgató és Eliza Peach legidősebb gyermekeként. A ludlow-i Horatio Russell's Academy-ben járt iskolába. 13 évesen könyvkereskedőnek tanult. Több könyvkereskedéseknél dolgozik: 1850-ben Bromsgrove-ban Benjamin Maundnál, majd Londonban a Whittaker & Co-nál. Szabadidejében rajzol és fest. 
1852-ben On the Teme Near Ludlow című festményét a Royal Academy-ben állították ki. Még ebben az évben ismerkedik meg a fényképezéssel, a Journal of the Photographic Society c. lapból szerzi ismereteit. Hugh Welch Diamonddal való találkozása után úgy dönt, hogy teljesen a fényképezésnek szenteli idejét. 1855-ben Leamington Spa-ban nyitja meg stúdióját, ahol portréfotózással foglalkozik. 1856-ban többekkel megalapítja a Birmingham Photographic Society-t. 1859-ben feleségül veszi Salina Grievest. 1864-re egészségi állapota erősen megromlott a fotózások és fényképkidolgozások során használt vegyszerektől, hogy fotóstúdióját be kellett zárni. 
Londonba költözött. 1867-re egészségi állapota javult és ismét dolgozhatott, Tunbridge Wells-ben nyitott fotóstúdiót. Egy évvel később Nelson King Cherrill lett az üzlettársa. Bár több évig nem fotózott, de a fotográfiától arra az időre sem tudott elszakadni: 1868-ban jelent meg fő műve, a  Pictorial Effect in Photography, Being Hints on Composition and Chiaroscuro for Photographers. Tanulmányában a fotográfia és a művészet kapcsolatáról értekezett. Úgy vélte, hogy a fotográfia a művészet egyik formája, melyre ugyanazok a közös értékek és elvek érvényesek mint a többi művészeti ágra.
Stúdiójukat 1871-ben átépítették, melynek új neve The Great Hall-Studio lett. 1870-ben a Royal Photographic Society alelnökének választották. Robinson és Cherrill 1875-ben különváltak, Robinson egészen 1888-ig dolgozott tovább fényképészként. A Royal Photographic Society-vel való nézeteltérések miatt 1891-ben lemond tisztségéről, hogy a rivális The Linked Ring tagja lehessen. Hat évvel később a Royal Photography Society tiszteletbeli taggá választja. Robinson már a kezdetektől támogatta az 1886-ban megalakult Egyesült Királysági Fotográfiai Szövetség (Photographic Convention of the United Kingdom) célkitűzéseit. Szerepet vállalt a fotográfia elismertetéséért folytatott törekvésekben, céljuk az volt, hogy a fotográfiára is mint a művészet egyik formájára tekintsenek.
Hetvenévesen agyvérzésben hal meg 1901-ben, Tunbridge Wells-ben a Ben Hall Road temetőben helyezték végső nyugalomra.

## Alkotásai

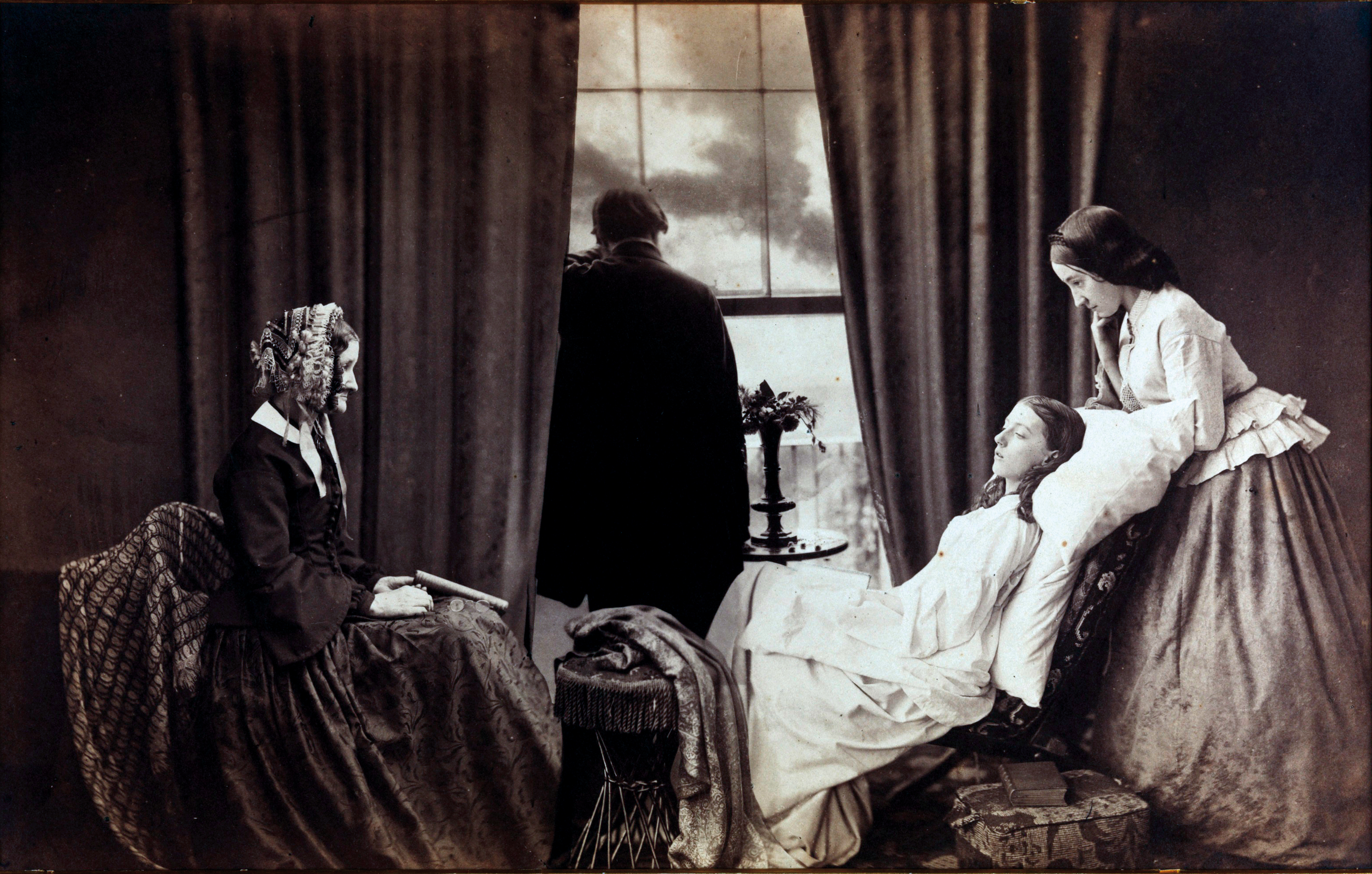
Legismertebb műve: A haldokló búcsúja (1858)

Az 1850-es években főként tájfotózással foglalkozik. Majd történelmi témájú festményeket és műalkotásokat választ alkotásainak témájául. A képzőművészet mellett az irodalmi témák is megjelennek művészetében (The Lady of Shalott, 1860/61; She never told her Love, 1857). Később tengerparti tájakról készít felvételeket (A Seascape with Headland 1885, In Kilbrennan Sound 1895, Atlanta 1896).
Robinson nem csak a témákkal, hanem a fényképezés technikájával is kísérletezett. Oscar Gustave Rejlander mellett őt tartják a kompozit fotográfia egyik úttörőjének. Robinson több különálló felvétel összeillesztésével hozott létre új egyedi alkotásokat. Ez az eljárás nagy alkotói szabadságot biztosított mind a kompozíció mind a technikai megoldások terén, hiszen nem volt szükség drága eszközökre, bonyolult beállításokra.
Legismertebb alkotása, A haldokló búcsúja (1856) is egy kompozit felvétel, mely a halál témáját feldolgozó első fényképek egyike. Robinson célja a fényképpel a fájdalom és a szánalom kiváltása volt, művét azonban megdöbbenés és értetlenség fogadta. A kép kritikusai realizmusát túl soknak találták a festményekhez és más képzőművészeti alkotásokhoz képest. Mára a felvételt a 19. század legjelentősebb kompozit fotográfiájaként tartják számon.

## Publikációi
- Pictorial Effect In Photography: Being Hints on Composition and Chiaroscuro for Photographers (1868)
- The Art and Practice of Silver Printing (1881), Társszerző: William de Wiveleslie Abney
- Picture-Making by Photography (1889)
- Art photography in short chapters (1890)
- Photography as a business (1890)
- The Studio and What to do in It (1891)
- The elements of a pictorial photograph (1896)
- Catalogue of pictorial photographs (1901)

## Galéria
- She never told her love (1857)
- When the Day's Work is Done (1877)
- Women in a field (1870 körül)
- Autumn (1860)

## Fordítás
Ez a szócikk részben vagy egészben  a   Henry Peach Robinson című angol Wikipédia-szócikk ezen változatának fordításán alapul.  Az eredeti cikk szerkesztőit annak laptörténete sorolja fel. Ez a jelzés csupán a megfogalmazás eredetét és a szerzői jogokat jelzi, nem szolgál a cikkben szereplő információk forrásmegjelöléseként.